# Ganglamedo
Ganglamedo is een Chinese muziekfilm uit de Tibetaanse Autonome Regio uit 2006 van regisseur Dai Wei. De film werd meermaals onderscheiden. Ganglamedo wordt wel de eerste musical van Tibet genoemd.
Het draaiboek werd geschreven door Tashi Dawa  (Zarshi Dhawa) en de titelsong werd geschreven door de Tibetaanse volkszangers Ya Dong en Sonam Wangmo. De film gaat over een populair Tibetaans lied, Ganglamedo, dat vertaald witte lotus betekent.

## Verhaal
Het verhaal begint met een flashback in het jaar 1946. Een meisje zingt op een magische en elegante manier het lied Ganglamedo. Ze gaat ook door het leven met dezelfde naam. Ze is verliefd op een Tibetaanse man, Acuo. Dan verdwijnt ze op de nacht van hun  huwelijk.
De plot vervolgt zestig jaar later, wanneer de Han-Chinese Anyu verslingerd raakt aan het zingen van de Ganglamedo. Ze raakt haar stem kwijt en reist vervolgens naar het magische meer Namu co om haar stem terug te vinden. Onderweg ontmoet ze de Tibetaanse drummer Ahzha. Aangekomen bij het meer ontmoeten ze een oude vrouw Lamu en daar ontdekken ze dat zij het meisje Ganglamedo en oude liefde van Ahzha's grootvader is.

## Rolverdeling
| Acteur         | Personage  |
| -------------- | ---------- |
| Kang Se-Jeong  | Anyu       |
| Zinchen Denchu | Ahzha      |
| Dunzhu Renqing | Ganglamedo |
| Hao Bojie      | Zaxi       |
| Hao Zheng      | Xiaotao    |
| Suo Lang-Cuo   | ?          |
| Danzeng Shuoga | ?          |